# 48 Crash
48 Crash è una canzone di Suzi Quatro, scritta e prodotta da Nicky Chinn e Mike Chapman. È il secondo singolo di Quatro dopo Can the Can,  ed è incluso nell'album di debutto Suzi Quatro (in Australia conosciuto come Can the Can). Nell'agosto del 1973 raggiunse il terzo posto nella classifica britannica e il primo in Australia e in Germania, mantenendoli per una settimana.